# Всероссийская сельскохозяйственная перепись 1920 года
Всероссийская сельскохозяйственная перепись 1920 года проводилась в сентябре-октябре 1920 года с целью получения сведений о ситуации в сельском хозяйстве и явилась значимым событием в развитии сельскохозяйственной статистики в первые годы утверждения советской власти.

## Программа переписи
Программа переписи в основном была аналогична переписям 1916—1917 гг. Во время переписи все крестьянские хозяйства условно делились на пять категорий:
1. Хозяйства входящие в крестьянские общества.
2. Коммуны
3. Артели
4. Совхозы
5. Прочие хозяйства.

Для территориальных сводок были установлены следующие категории хозяйств: крестьянские общества, коммуны, артели, совхозы, прочие хозяйства. Из которых в погубернских итогах из них кроме того выделялись:
1. хутора и усадьбы — владения частных лиц;
2. железнодорожные будки;
3. лесные сторожки[2].

Учет осуществлялся с помощью подворной карты, которая составлялась для каждого хозяйства. В подворную карту были включены вопросы о структуре населения (состав семьи, пол, возраст), приусадебных посевах, поголовью и видам скота, сельскохозяйственном инвентаре, промысловых занятиях населения и др.
Помимо подворной карточки в каждом поселении составлялся поселенный бланк характеризующий селение и землепользование. Так же существовали бланки переписи советских хозяйств.
Итоги переписи были изданы в статистически сборниках «Труды ЦСУ» Т. II, вып. 1-8 (1921—1923). Групповые итоги в т. XIV вып. 1 (1924 г.) и вып. 1-а (1926 г.)
В соответствии с территориальным принципом представления информации в итогах переписи были выделены потребляющие районы и производящие районы, а также дана информация в разрезе регионов:
- Восток
- Киргизия
- Сибирь
- Крымская область

## Сопоставимость с дореволюционными переписями
К моменту проведения переписи институциональная структура сельского хозяйства советской России существенно изменилась по сравнению с дореволюционной. С одной стороны, появились новые организационные формы собственников, с другой — многочисленные изменения уездных и губернских границ и необходимость вызванных этим пересчётов также снижала ценность собранной информации.
Итоги переписей 1916—1917 и 1920 годов также несопоставимы не только по объектам переписи, но и территориально: часть территорий, учтённых в 1920 году, не учитывались при предыдущей переписи, и наоборот, учтённые при переписи 1916—1917 гг. территории не были учтены в 1920 году.
Поуездные итоги представлялись иногда с выделением хозяйств по формам собственности (крестьянские общины, хуторские и пр.), так и без разделения на категории хозяйств. Территориальная неполнота по отдельным губерниям варьировалась от 1 до 12 более мелких территориальных единиц.